# Erich Topp
El Konteradmiral Erich Topp (2 de juliol de 1914 – 26 de desembre de 2005) va ser el tercer màxim comandant Experten alemany de la II Guerra Mundial. Va enfonsar 35 vaixells, amb un total de 197.460 tones enfonsades.

## Biografia
Topp va néixer a Hannover, allistant-se a la Kriegsmarine el 1934, servint en primer lloc com a Leutnant zur See al creuer lleuger Karlsruhe el 1937, abans de ser destinat a la U-Bootwaffe (flota submarina) a l'octubre de 1937. Serví com a Oficial Vigia al U-46, participant en quatre patrulles de combat abans de rebre el seu primer comandament a bord del U-57 el 5 de juny de 1940. Comandà el U-57 en dues missions en les que enfonsà 6 vaixell. Va ser enfonsat després d'una col·lisió amb un vaixell noruec el 3 de setembre de 1940.

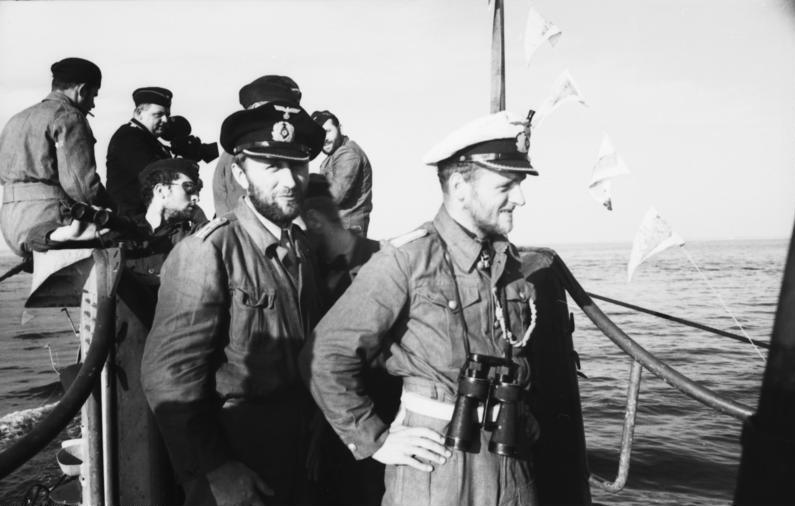
El U-552 tornant a St. Nazaire

Topp va sobreviure i va rebre el comandament del U-552, un submarí tipus VIIC el 4 de desembre de 1940. Amb el U-552, Der Rote Teufel, operà principalment contra combois a l'Atlàntic nord, enfonsant 30 vaixells i causant danys a diversos més en 10 patrulles. Una de les seves víctimes durant aquest període va ser el destructor USS Reuben James, el primer vaixell de guerra americà que va ser enfonsat durant la II Guerra Mundial, el 31 d'octubre de 1941.
A l'octubre de 1942 va rebre el comandament de la 27a Flotilla U-boat, estacionada a Gotenhafen, encarregat de preparar els nous submarins del tipus XXI al servei actiu. Va redactar el manual de batalla pel Tipus XXI, i poc abans del final de la guerra va prendre el comandament del U-2513, amb el qual es rendí el 8 de maig de 1945 a Horten (Noruega).
Després de la guerra treballà com a pescador i després com a arquitecte, fins que finalment s'uní a la Bundesmarine, arribant al rang de Konteradmiral abans de 1969. Després del seu retir treballà com a consultor industrial per diverses drassanes. El 1992 es publicaren les seves memòries: "The Odyssey of a U-Boat Commander: The Recollections of Erich Topp". Topp va exercir de conseller tècnic per al joc de simulació de submarins Silent Hunter II.
Va morir a Süßen el 26 de desembre del 2005, a l'edat de 91 anys.

## Resum de la carrera

### Dates de promocions
Offiziersanwärter (8 d'abril de 1934)
 Fähnrich zur See (1 de juliol de 1935)
 Oberfähnrich zur See (1 de gener de 1937)
 Leutnant zur See (1 d'abril de 1937)
 Oberleutnant zur See (1 d'abril de 1939)
 Kapitänleutnant (1 de setembre de 1941)
 Korvettenkapitän (17 d'agost de 1942)
 Fregattenkapitän (1 de desembre de 1944)

### Condecoracions
Creu de Cavaller de la Creu de Ferro amb Fulles de Roure i Espases
 Creu de Cavaller de la Creu de Ferro – 20 de juny de 1941 com a Oberleutnant zur See i comandant del U-552
 Fulles de Roure (87è) – 11 d'abril de 1942 com a Kapitänleutnant i comandant del U-552
 Espases (17è) – 17 d'agost de 1942 com a Kapitänleutnant i comandant del U-552
 Insígnia de Guerra dels Submarins – 7 de novembre de 1939
Amb Diamants – 11 d'abril de 1942
 – 1 de setembre de 1940
 – 1 de gener de 1940
 Creu al Mèrit de Guerra de 1a classe amb Espases – 1944
 Medalla dels 4 anys de Servei
  Creu al Mèrit de Guerra amb espases de 2a classe – 30 de gener de 1944
- Daga d'Honor de la Kriegsmarine amb Diamants – 17 d'agost de 1942[4]
- 3 mencions al Wehrmachtbericht (3 de juliol de 1941, 11 d'abril de 1942, 18 de juny de 1942)

 Gran Creu del Mèrit de la República Federal Alemanya – 19 de setembre de 1969